# Gonomyia (Leiponeura) banksiana
Gonomyia (Leiponeura) banksiana is een tweevleugelige uit de familie steltmuggen (Limoniidae). De soort komt voor in het Australaziatisch gebied.